# Helius mirandus
Helius mirandus är en tvåvingeart som först beskrevs av Alexander 1921.  Helius mirandus ingår i släktet Helius och familjen småharkrankar. Inga underarter finns listade i Catalogue of Life.